# Período legislativo de 1949 a 1953 de Costa Rica
| 34 PUN 6 Constitucional | 3 PSD 2 PDC |

PUN
Constitucional
PSD
PDC

El Período Legislativo de Costa Rica de 1949 a 1953 abarcó del 8 de noviembre de 1949 al 31 de octubre de 1953. El período se convocó extraordinariamente por cuanto se dio una ruptura del orden constitucional en 1948 que finalizó en una guerra civil por lo cual los diputados electos en 1948 no asumen nunca su cargo.  Una vez pasada la guerra civil el gobierno de facto presidido por José Figueres acuerda entregar la presidencia a Otilio Ulate Blanco a quien proclama legítimo ganador de los comicios de 1948, sin embargo, no extiende esa misma legitimidad a los diputados electos en esa misma fecha (donde los enemigos derrotados tenían mayoría) por lo cual se decide convocar a una nueva elección parlamentaria así como a vicepresidentes ya que antes de 1948 tal figura no existía. En todo caso, el calderonismo y el comunismo no pueden participar en los comicios.
Pasada la elección el Partido Unión Nacional del presidente Ulate tiene amplia mayoría obteniendo 35 diputados propietarios de 45. Le sigue el Partido Constitucional que algunos aseguraban era cercano al calderonismo, el Partido Social Demócrata, predecesor orgánico del Partido Liberación Nacional y liderado por Figueres, obtiene 3 diputados y el Partido Demócrata Cortesista dividido en dos estructuras provinciales de San José y Alajuela elige dos (uno por cada provincia).
Varios miembros de la Asamblea Nacional Constituyente que operó del 15 de enero al 8 de noviembre de 1949 fueron elegidos diputados para este período entre ellos: Antonio Peña Chavarría, Fernando Lara Bustamante, Gonzalo Ortiz Marín, Ricardo Esquivel Fernández, Celso Gamboa Rodríguez, Marcial Rodríguez Conejo, Nautilio Acosta Pipper, Ramón Arroyo Blanco, Jorge Rojas Espinoza, Mario Leiva Quirós, Fernando Vargas Fernández, Alberto Morúa Rivera, Carlos Elizondo Cerdas, Hernán Vargas Castro, Rubén Venegas Mora, Numa Rodríguez Solórzano y Raúl Jiménez Guido.

## Presidentes Legislativos
| Presidente del Congreso   | Legislatura                   | Partido político |
| ------------------------- | ----------------------------- | ---------------- |
| Marcial Rodríguez Conejo  | 1949-1950 1950-1951 1951-1952 | PUN              |
| Abelardo Bonilla Baldares | 1952-1953                     | PUN              |